# Musique pakistanaise
La musique pakistanaise est très similaire à la musique indienne étant donné leur passé commun ; il en va de même avec celle du Bangladesh, qui lui fut unie longtemps. Il existe toutefois d'importantes différences régionales ainsi que des influences d’Asie centrale, d’Iran, de Turquie et de la musique arabe. En outre, depuis l'arrivée massive de réfugiés afghans, il y a une très forte présence de la musique afghane. 
En marge de la musique savante, beaucoup de ces courants forment des genres hybrides semi-classiques typiques tels le ghazal, très populaire au Pakistan, ou encore le naghma. Il s'y ajoute une forte influence des diverses musiques islamiques des nombreuses confréries soufies qui forment le lit des musiques folkloriques dévotionnelles populaires qui côtoient des musiques d'ordre chamanique.
Depuis le succès de Nusrat Fateh Ali Khan, la musique actuelle est en pleine expansion, notamment grâce à la diaspora vivant dans les pays anglo-saxons (ayant développé le bhangra) et au libéralisme culturel affiché par le gouvernement depuis 2003.

## Musique savante

### Musique hindoustanie
C'est la musique hindoustanie aussi en vigueur au nord de l'Inde ; elle utilise une échelle variable selon les râgas (pentatoniques, hexatoniques ou heptatoniques) avec des intervalles variables mais rejoignant de plus en plus le tempérament égal depuis l'introduction de l’harmonium en lieu et place du sarangi ou de la tampura. La rythmique est assurée en vertu de la théorie des tâlas. Musique de chambre réservée aux duos ou aux très petites formations, elle est surtout vocale au Pakistan, bien qu'il existe quelques instrumentistes connus (au sitar, sarangi ou tabla). Le genre principal pratiqué est le khyal dont les paroles des chants sont parfois en hindi. Cette tradition orale se divise en diverses écoles (gharânâs) qui font fi des frontières politiques ou linguistiques, ainsi la Sham Chaurasia gharânâ ou la pendjab gharânâ.  Dans les régions proches de l'Afghanistan, on retrouve aussi la tradition classique du naghma qui reprend la division du râga en alap (« introduction ») et gât (« composition ») dans le développement d'une mélodie (shakl, staï, antara, etc.).
Les principaux interprètes comprennent notamment : Nusrat Fateh Ali Khan, Salamat & Nazakat Ali Khan.

### Ghazal
Le ghazal (en persan : غزل ; turc : gazel) est une forme poétique stricte ayant donné naissance à un genre musical exprimant les thèmes de l'amour déçu. Datant du Xe siècle, il dérive de la qasida, et s'est répandu au XIIe siècle dans le sous-continent, générant des poèmes en ourdou. Aujourd'hui[Quand ?], ce genre semi-classique est chanté en accord avec d'autres tels le khyal ou le thumri. 
Les principaux interprètes comprennent notamment : Faiz Ahmed Faiz, Noor Jehan, Mehdi Hassan, Nayyara Noor, Abida Parveen et Malika Pukhraj.

## Musique islamique

### Qawwalî

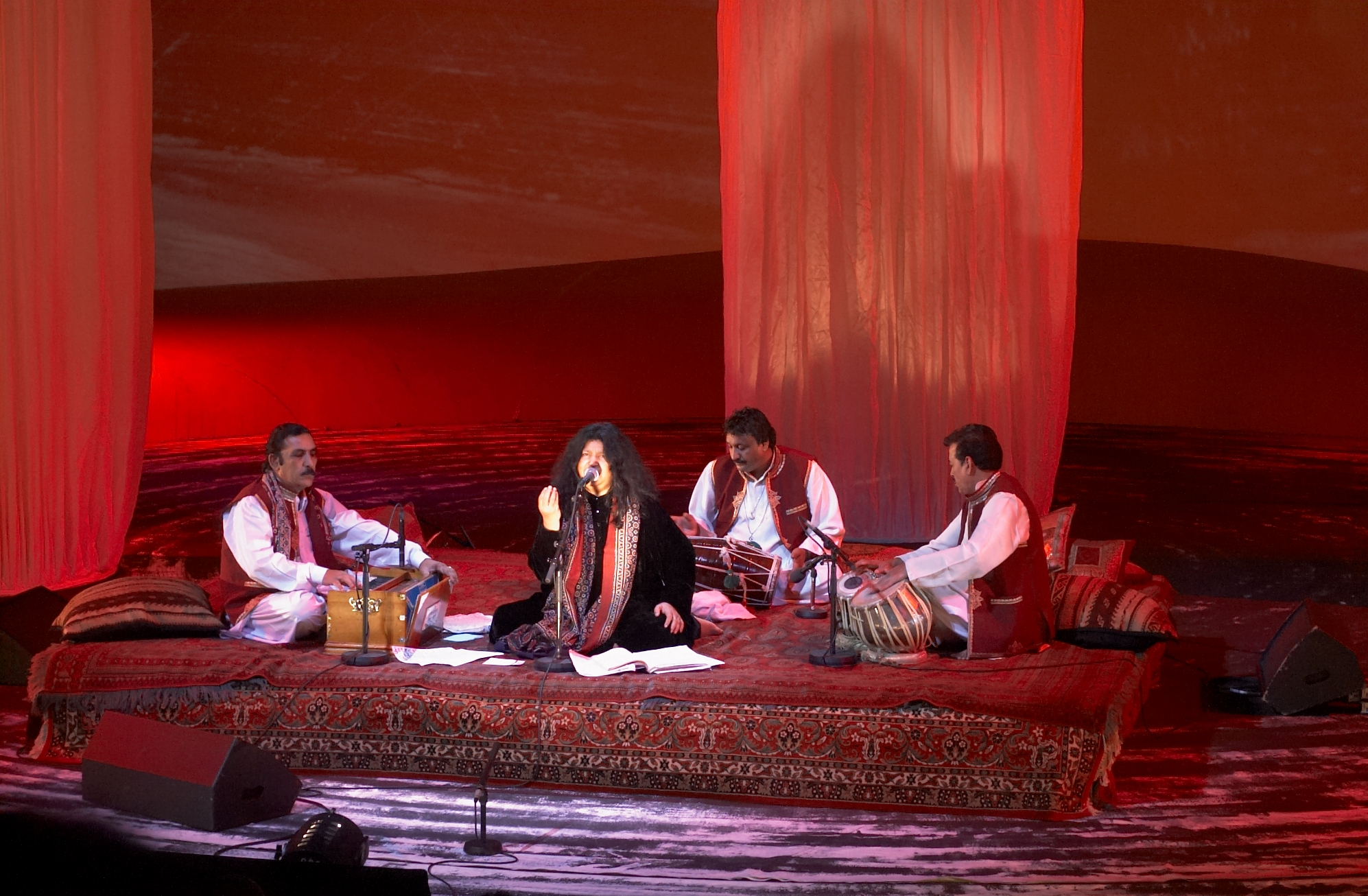
Abida Parveen.

Le qawwalî (ourdou : قوٌالی) est la musique dévotionnelle de la confrérie soufie des Chishtis. Remontant au XIIIe siècle, cette tradition se rencontre autour des sanctuaires du soufisme depuis sa réforme par Amir Khusrau. Ce genre discret reçoit une popularité insoupçonnée grâce au succès du chanteur Nusrat Fateh Ali Khan qui en présente des versions modernisées rejoignant la world music. C'est une musique de transe (wajad) joyeuse en quête d'union divine. Il ne s'agit pas d'une simple musique à écouter, mais d'un évènement mystique auquel on participe en prenant part au mehfil-e-sama (« concert spirituel »), qui est son nom complet reprenant la tradition soufie de rûmî (samā‘). Il s'agit d'une musique interprétée en petits ensembles (party) d'une dizaine de musiciens (un soliste mohri, deux chanteurs awazia en soutien, et un chœur de chanteurs d'appoint jouant de deux harmoniums et deux tablas ou dholaks en plus des clappements de mains. 
Nusrat Fateh Ali Khan, Rahat Nusrat Fateh Ali Khan, Abida Parveen, et Aziz Mian sont les principaux ensembles du genre.

### Qâl
Le qâl (« parole » qui a donné qawwali) est un genre poétique mystique basé sur un tarânâ et servant souvent d'introduction. C'est Amir Khusrau qui l'a formulé. Il fait office de profession de foi.

### Hamd, nasheeds et na't
Les hamd, les nasheeds et les na't sont des poèmes dévotionnels de l'Islam officiel. Le na't kwani est un chant a cappella accompagnant la cantillation du Coran ; on y exprime l'amour d'Allah, notamment au sein du hamd-o-sanna. Ustad Fateh Ali Khan, Rahat Nusrat Fateh Ali Khan, les Sabri Brothers, Qari Waheed Zafar et Alhaj Muhammad Owais Raza Qadri en interprètent souvent. 
Bien qu'appartenant à la tradition musulmane, les hamds sont parfois repris par des membres de la communauté chrétienne pakistanaise. 

### Sûfyâna kâlam

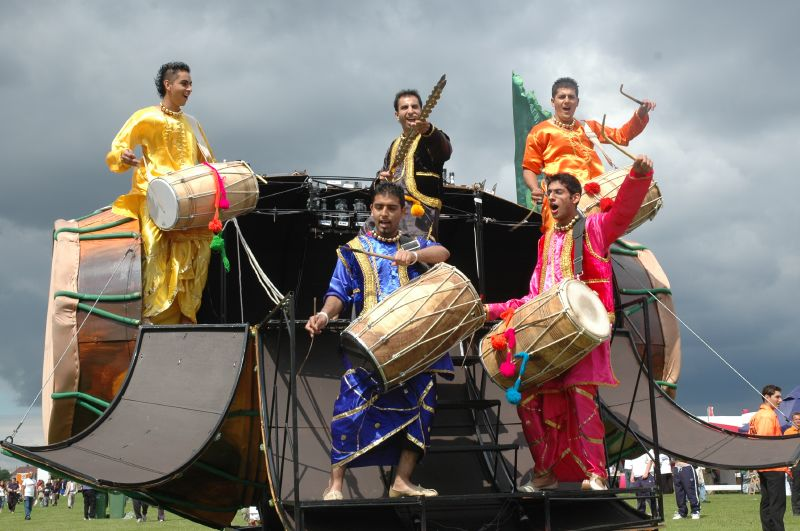
Ensemble de dhôls.

Le sûfyâna kâlam (ou arifâna kâlam) est un genre de musique dévotionnelle soufie accompagné au santour et au kashmiri saz ou kashmiri setâr. Arrivé d'Iran au XVe siècle, c'est un genre assez populaire désormais au Cachemire. Il use volontiers de tarânâ, un type de chant inspiré des syllabes mnémotechniques (bols) utilisées dans les percussions.

### Kâfi
Les kâfi sont des chants religieux chishtis basés sur des mélodies populaires et non des râgas. C'est une composante folklorique du Sind et du Pendjab, mais dont la diffusion et la fréquence dépasse largement ce cadre restreint.

## Musique folklorique
La musique folklorique est encore très populaire. Ses thèmes sont proches de la vie quotidienne, et elle trouve des expressions variées non seulement selon les régions, mais aussi selon les ethnies, les confessions ou les langues ;  il existe ainsi un répertoire folklorique en saraiki, en shina ou en persan.  
Le chanteur Alam Lohar acquiert la célébrité durant un demi-siècle en interprétant divers styles : jugni, heer, sufiana kalaam, mirza, sassi et chimta. Arif Lohar, son fils, lui succède par la suite.

### Kashmiri
Région la plus septentrionale, le Cachemire est partagé avec l’Inde et est influencé par la musique d'Asie centrale et d’Iran. On y use d'échelles très variées et le rôle dévolu à la voix est particulier car dans bien des cas, elle n'est qu'un soutien à la musique instrumentale ou encore elle est harmonisée à la quinte ou à l'octave.
On y retrouve aussi le naghma afghan et le sufiana kalam, désormais accompagné par une danse qui s'est greffée dessus : hafiz nagma. Il existe d'autres danses telle la rouf réservée aux femmes.

### Balochi

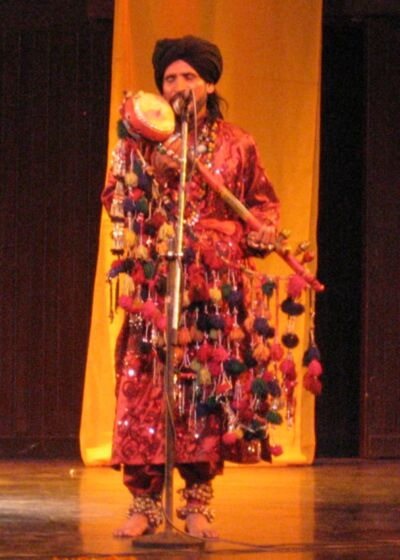
Chanteur soufi avec tumbi.

La musique du Baloutchistan au sud, subit autant l'influence iranienne qu'afghane. On y trouve entre autres des musiques de transe (qalandari) et d'exorcisme (guâti) proches du chamanisme jouées notamment avec les instruments donali, benju ou sarinda dans le Makran. 
Parallèlement, il existe un système savant usant d'une vingtaine de modes appelés zahirig, zayirak ou zahirok ; ces chants sont des mélodies mélancoliques non rythmées pour les temps difficiles. Ce sont les shergu, des chanteurs d'épopée shervandi qui les interprètent entre deux chants lyriques sawt.
Le sepad est un répertoire chanté à l'occasion de la naissance d'un enfant. Il est suivi par le shabtagis, hymne à la bonne santé de la mère et de l'enfant, parfois remplacé par le vazbad. Il existe une sous-caste de chanteuses professionnelles (soti) qui interprètent ces chants appelés aussi sot.

### Pashto
La musique pachtoune est riche d'une tradition instrumentale jouée sur le rabâb. Des thèmes folkloriques y entrecroisent des râgas classiques. On y trouve aussi un répertoire pour le tambur afghan et le dotâr, accompagné soit aux tablâs, soit au zerbaghali. Depuis l'arrivée massive de réfugiés afghans, cette tradition s'est fortement développée, faisant du naghmâ le lien entre musique hindoustanie savante et musique afghane instrumentale populaire.
Le tappâ est le plus ancien genre poétique. Composé de dystiques inégaux chantés a cappella en alternance par deux artistes, on le trouve dans toutes les couches de la population, à l'occasion de deuils ou de mariages, accompagné au rabâb, au sitar et au mangay ; le plus souvent il s'agit de chants courtois ayant influencé le khyal. Le charbetta est un poème épique très rythmé et très populaire. Il y en a plusieurs formes : quatrain, mais aussi à six ou huit vers. Il raconte des gestes héroïques, chanté en chœur responsorial par les hommes, (tang takore) après un tappâ. Le nêmakai est un petit poème réservé aux femmes ; de formes variables (une à trois lignes), il est suivi d'un tappâ.  Le loba est un poème narratif romantique très populaire. Ce responsorial s'intègre aussi au tappâ. Le shân est un chant auspicieux à l'occasion de naissances ou de mariages. Le badala est une ballade épique nocturne accompagnée aux rabâb, harmonium et tablâ. Il fait état des traditions tribales, et est très variable de forme. Le rubayi est une forme de ghazal pachtou chanté avant le badala.

### Pendjabi
Le Pendjab se partage entre le Pakistan et l’Inde. Il y existe un riche et ancien instrumentarium où les percussions ont une place prépondérante. Les genres modernes bhangra et haripa (ou giddah) sont basés sur le tambour dhôl. On y trouve aussi les genres chimta et jugni. 

### Sindhi

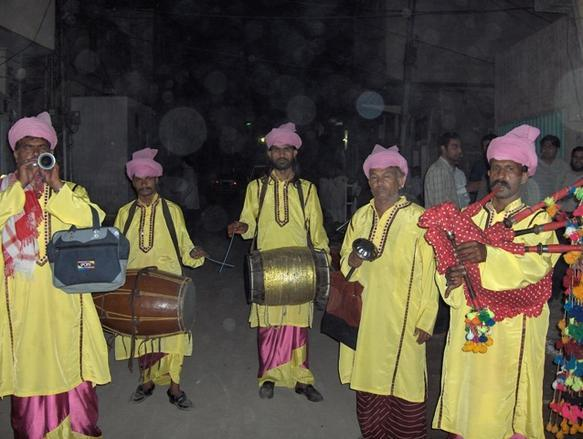
Ensemble sindhi.

Dans le Sind, les shah betaï kalam sont des chants mystiques sur des poèmes de Shah Abdul Latif (1689-1752) ;  les fakirs (bardes itinérants dans la tradition soufie) les interprètent en dansant au son du tumbi et des kartals. Ces mélodies se déclinent selon des modes semi-classiques appelés sûr.
Chanté en sindhi, il en existe deux variétés qu'on retrouve au Rajasthan indien voisin :  baits, vocale, en sanhôns (« voix basse ») ou graham (« voix haute »), et waê (ou kâfî), instrumentale, sur cordophones.

### Chitral
Au nord, il existe quelques régions montagneuses (Chitral, Hunza) ayant préservé une langue (khowar) et des traditions préislamiques (kafir) ou persanes. On y trouve des polyphonies et des harpes rares dans la région, rappelant celles de Géorgie.

## Musique populaire
À la suite du succès de Nusrat Fateh Ali Khan, et à l'importation massive de musique occidentale actuelle, la musique pakistanaise est en pleine effervescence, inventant un nouveau genre de world music mêlant musique hindoustanie, qawwalie, folklorique et occidentale. 

### Filmi
Concurrente de la filmi du Bollywood indien, la version pakistanaise de la musique de film s'appelle filmi pop et s'entend à Lollywood (de Lahore). Sa star en est Noor Jehan (Malika-e-Tarranum). Elle chante aussi des ghazals, du folklore et des chants patriotiques (milli naghmay). Parmi les directeurs musicaux, on note Khawaja Khurshid Anwar, Inayat Hussain, Ghulam Ahmed Chishti, Rashid Attre, Tasadduq, Feroz Nizami et Tufail Farooqi.. De nombreux chanteurs interprètent aussi des chansons à Bollywood.

### Pop, rock et hip-hop
La pop pakistanaise est dominée depuis 1966 par Ahmed Rushdi, Runa Laila et les jeunes Nazia Hassan et Zohaib Hassan. Les groupes Junoon, Vital Signs, Strings, Hadiqa Kiyani et Abrar-ul-Haq sont devenus les leaders de ce genre dans tout le sous-continent indien.
Le rock pakistanais atteint un vrai succès grâce notamment à l'importante et jeune « diaspora » (plus de dix millions de personnes). Il donne naissance à deux sous-genres : le sufi rock (influencé par Nusrat Fateh Ali Khan) par le groupe Junoon et le jugni, par Arif Lohar. Les groupes Seth, Mizraab, Dusk, Messiah et Black Warrant se sont dévolus au metal. Beaucoup d'artistes d'origine pakistanaise se dévouent au rap ou au hip-hop dans leur pays respectif et en Occident comme le rappeur ShahRick qui pose ses rimes en français.

## Instruments traditionnels

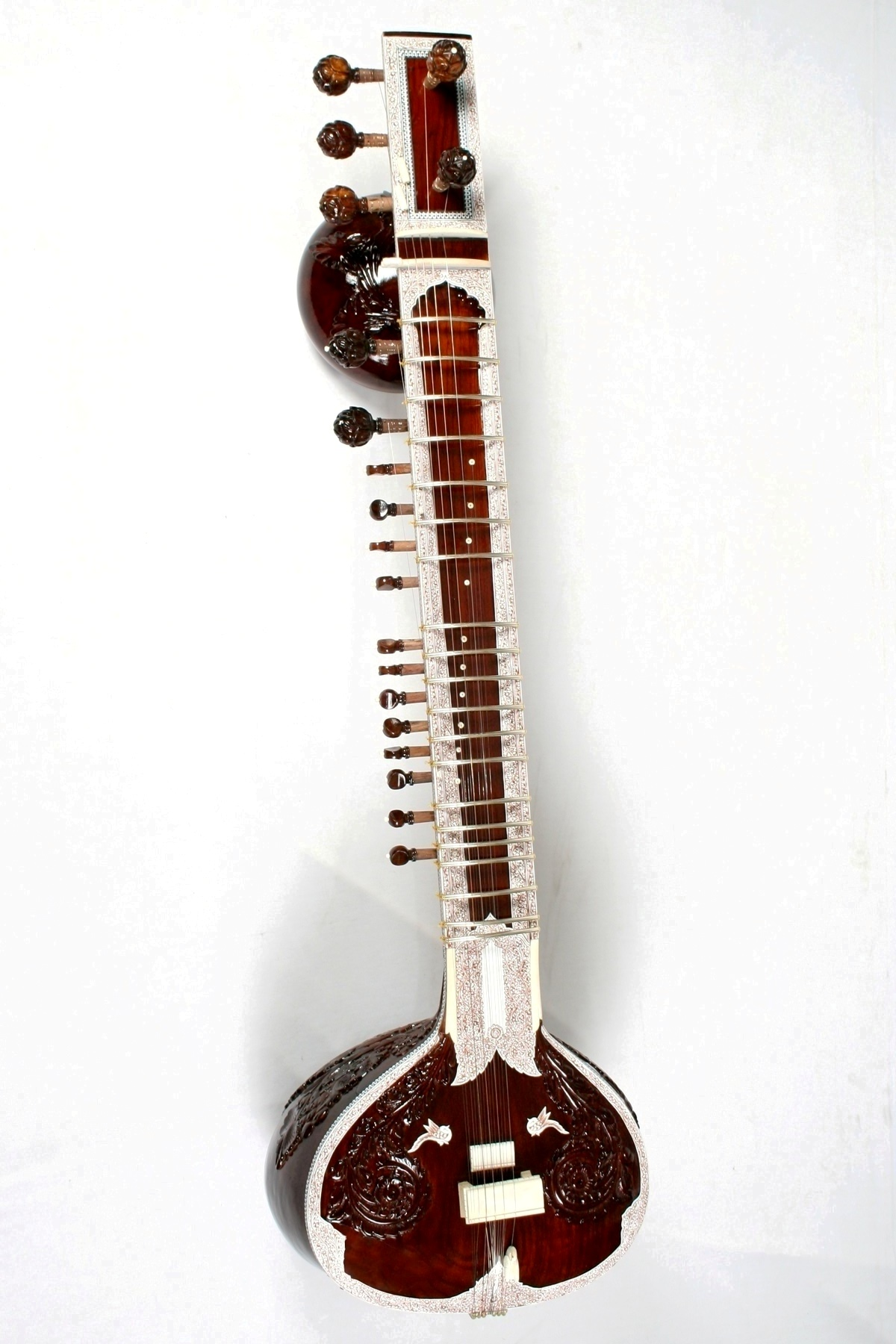
Sitar.

Les instruments à vent comprennent : Alghoza ou pava et veenu, bansurî, borrindo, donali, Great Highland bagpipe, harmonium, narr ou kani, pungi ou murli, et sarnai. Les instruments à cordes comprennent : benju, damburag, rabâb, santour, sarangi, sarod, sheki saz, sitar, sorud, swarmandal, tambur, tampura, tumbi, vînâ, violon, wadj, et yaktaro.
Les percussions comprennent : chang, chimpta, chinchir, dab, daïra, dando, duff, dhôl, dholak, dhud, dilo, dukkar, kartal, nagara, nâl, tablâ, talyoon, tumba, et zerbaghali.